# Lei de Yhprum
Lei de Yhprum é o oposto da lei de Murphy. A fórmula simples da lei de Yhprum é: "Se algo pode dar certo, dará". "Yhprum" é "Murphy" escrito ao contrário.
Uma formulação mais específica da lei de Yhprum, feita por Richard Zeckhauser [en], professor de economia política na Universidade de Harvard, afirma: "Às vezes, sistemas que não deveriam funcionar, funcionam mesmo assim".
Resnick et al. (2006) usaram essa lei para descrever como a participação intensa e aparentemente altruísta ao dar classificações é observada no sistema de feedback do eBay. Jøsang, em uma discussão sobre gerenciamento de confiança online, sugere que todos os "sistemas de confiança e reputação" semelhantes são manifestações da lei de Yhprum. Ele expressa a lei de forma semelhante a Zeckhauser: "Algo que não deveria funcionar às vezes funciona". Arenas et al., em uma discussão semelhante, acrescentam o adjunto "...ou pelo menos funcionam razoavelmente bem" à lei.

## Origem
Embora Zeckhauser seja frequentemente creditado como cunhador, a primeira referência à lei de Yhprum pode ter sido feita por Alan Abelson [en] no jornal financeiro Barron's em dezembro de 1974. A versão da lei de Barron é mais um corolário da lei de Murphy do que seu oposto: "tudo o que deveria dar errado, não dará". Abelson cunhou o termo para descrever as previsões financeiras sombrias da época, que ele considerava erradas ou, pelo menos, extremamente exageradas. Na opinião de Abelson, uma depressão econômica só ocorre quando os sinais de alerta são ignorados. O simples ato de prever uma depressão garante que ela não aconteça.